# Quartier de la Salpêtrière

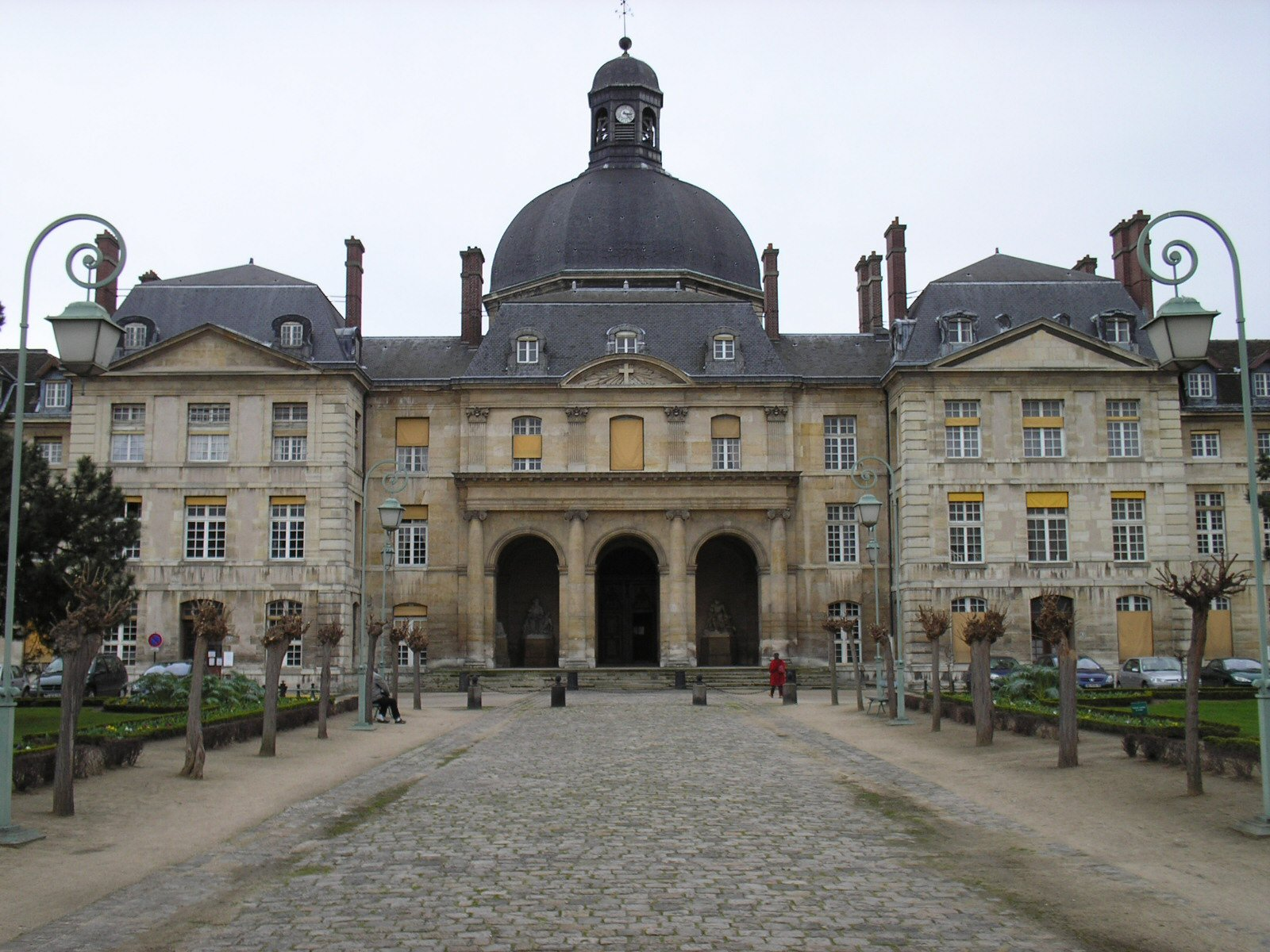
Hôpital de la Salpêtrière

Quartier de la Salpêtrière (čtvrť Salpêtrière) je 49. administrativní čtvrť v Paříži, která je součástí 13. městského obvodu. Má rozlohu 118,2 ha a ohraničují ji Boulevard Vincent-Auriol na jihu, Avenue des Gobelins na západě, Boulevard Saint-Marcel a Boulevard de l'Hôpital na severu a řeka Seina na východě.
Čtvrť byla pojmenována podle nemocnice Hôpital de la Salpêtrière, kterou založil Ludvík XIV. v roce 1656 přestavbou původní stejnojmenné zbrojnice. Nemocniční areál zabírá plnou třetinu rozlohy čtvrtě.

## Vývoj počtu obyvatel
| Rok sčítání | Počet obyvatel | Hustota zalidnění (ob./km²) |
| ----------- | -------------- | --------------------------- |
| 1954        | 25 215         | 21 332                      |
| 1962        | 23 712         | 20 061                      |
| 1968        | 20 477         | 17 324                      |
| 1975        | 19 515         | 16 510                      |
| 1982        | 18 732         | 15 848                      |
| 1990        | 18 707         | 15 827                      |
| 1999        | 18 246         | 15 437                      |